# Platysmacheilus exiguus
Platysmacheilus exiguus és una espècie de peix cipriniforme de la família dels ciprínids que es troba a la Xina. Va ser descrit per Shu Yen Lin el 1932.